# Фабричні Виселки
Фабричні Виселки (рос. Фабричные Выселки) — селище в Новоспаському районі Ульяновської області Російської Федерації.
Населення становить 555 осіб. Входить до складу муніципального утворення Фабричновиселковське сільське поселення.

## Історія
Від 2004 року входить до складу муніципального утворення Фабричновиселковське сільське поселення.

## Населення
| 2010 |
| ---- |
| 555  |